# Fenan Salčinović
Fenan Salčinović (Zenica, 26 giugno 1987) è un ex calciatore bosniaco, di ruolo centrocampista.

## Carriera

### Club
Salčinović cominciò la carriera con la maglia del Čelik Zenica, per poi passare ai polacchi del Lech Poznań. Non giocò alcun incontro di campionato in questo club, che lo cedette in prestito al Sandefjord. Esordì nell'Eliteserien il 5 aprile 2009, sostituendo Ørjan Røyrane nel pareggio per 1-1 contro il Fredrikstad. Il 6 maggio dello stesso anno, segnò la prima rete, nel 3-1 inflitto al Viking.
Terminato il prestito, tornò al Lech Poznań, che poi lo cedette a titolo definitivo allo Zrinjski Mostar. Nel 2011, passò ai croati del Rijeka. Il 13 marzo 2013 fece ritorno al Sandefjord, firmando un contratto biennale.
Il 6 febbraio 2014 fece ritorno al Čelik Zenica, firmando un contratto valido fino al termine della stagione.

### Nazionale
Salčinović giocò una partita per la Bosnia ed Erzegovina, nel 2008 in amichevole contro il Giappone.

## Statistiche

### Cronologia presenze e reti in Nazionale
| Cronologia completa delle presenze e delle reti in nazionale ― Jugoslavia | Cronologia completa delle presenze e delle reti in nazionale ― Jugoslavia | Cronologia completa delle presenze e delle reti in nazionale ― Jugoslavia | Cronologia completa delle presenze e delle reti in nazionale ― Jugoslavia | Cronologia completa delle presenze e delle reti in nazionale ― Jugoslavia | Cronologia completa delle presenze e delle reti in nazionale ― Jugoslavia | Cronologia completa delle presenze e delle reti in nazionale ― Jugoslavia | Cronologia completa delle presenze e delle reti in nazionale ― Jugoslavia |
| Data                                                                      | Città                                                                     | In casa                                                                   | Risultato                                                                 | Ospiti                                                                    | Competizione                                                              | Reti                                                                      | Note                                                                      |
| ------------------------------------------------------------------------- | ------------------------------------------------------------------------- | ------------------------------------------------------------------------- | ------------------------------------------------------------------------- | ------------------------------------------------------------------------- | ------------------------------------------------------------------------- | ------------------------------------------------------------------------- | ------------------------------------------------------------------------- |
| 30-1-2008                                                                 | Tokyo                                                                     | Giappone                                                                  | 3 – 0                                                                     | Jugoslavia                                                                | Amichevole                                                                | -                                                                         | 83’                                                                       |
| Totale                                                                    |                                                                           | Presenze                                                                  | 1                                                                         |                                                                           | Reti                                                                      | 0                                                                         |                                                                           |